# Георги Атанасов (революционер)
Вижте пояснителната страница за други личности с името Георги Атанасов.
Георги Атанасов Атанасов е български офицер и революционер, деец на Вътрешната македонска революционна организация. Използва псевдоними като Б. Моров, Петър Вангелов, Вангел Петров, Август, Беломорски, П. А. Петров, П. В. Петров, Струмски.

## Биография
Георги Атанасов е роден на 14 януари 1880 година в Търново. От 1900 година е кадрови офицер в Българската армия. Участва в Балканската война, Междусъюзническата война, Първата световна война.
През 1919 година Георги Атанасов е уволнен с чин подполковник. На 6 януари 1922 година след като е предизвикан, убива в софийското кафене „Панах“ петричкия окръжен управител Васил Славов, началника на 6-и полицейски участък и един полицай. Известно време се укрива в София, след което става четник на ВМРО в Кочанско, а по-късно е определен за специален пратеник на ЦК на ВМРО и за секретар на Алеко Василев.
Георги Атанасов става член на Тайния военен съюз. Заедно с Алеко Василев осъществяват Неврокопската акция на ВМРО в 1922 година. Участва и в Деветоюнския преврат през 1923 година. През същата година с група четници, участва в потушаването на Септемврийското въстание.
Атанасов е един от основните организатори на убийството на Тодор Александров през 1924 година. Заради това, по нареждане на Иван Михайлов, е убит по време на Горноджумайската наказателна акция на 12 септември при престрелка с групата на Кирил Дрангов в Горна Джумая, днес Благоевград. Убит е конкретно от Асен Даскалов.

## Военни звания
- Подпоручик (1900)
- Поручик (2 август 1903)
- Капитан (1908)
- Майор (1 март 1916)
- Подполковник (27 февруари 1918)